# Лейк-Артур-Естейтс (Пенсільванія)
Лейк-Артур-Естейтс (англ. Lake Arthur Estates) — переписна місцевість (CDP) в США, в окрузі Батлер штату Пенсільванія. Населення — 494 особи (2020).

## Географія
Лейк-Артур-Естейтс розташований за координатами 40°57′42″ пн. ш. 80°8′54″ зх. д. / 40.96167° пн. ш. 80.14833° зх. д. (40.961625, -80.148257).  За даними Бюро перепису населення США в 2010 році переписна місцевість мала площу 1,72 км², уся площа — суходіл.

## Демографія
Згідно з переписом 2010 року, у переписній місцевості мешкали 594 особи в 280 домогосподарствах у складі 165 родин. Густота населення становила 346 осіб/км².  Було 301 помешкання (175/км²).
Расовий склад населення:
| - 98,3 % — білих - 0,5 % — корінних американців |

До двох чи більше рас належало 1,2 %. Частка іспаномовних становила 1,0 % від усіх жителів.
За віковим діапазоном населення розподілялося таким чином: 19,7 % — особи молодші 18 років, 62,8 % — особи у віці 18—64 років, 17,5 % — особи у віці 65 років та старші. Медіана віку мешканця становила 41,3 року. На 100 осіб жіночої статі у переписній місцевості припадало 94,8 чоловіків;  на 100 жінок у віці від 18 років та старших — 91,6 чоловіків також старших 18 років.
Середній дохід на одне домашнє господарство  становив 36 303 долари США (медіана — 29 056), а середній дохід на одну сім'ю — 41 160 доларів (медіана — 33 542). Медіана доходів становила 50 000 доларів для чоловіків та 23 125 доларів для жінок. За межею бідності перебувало 20,9 % осіб, у тому числі 78,8 % дітей у віці до 18 років та 12,6 % осіб у віці 65 років та старших.
Цивільне працевлаштоване населення становило 293 особи. Основні галузі зайнятості: освіта, охорона здоров'я та соціальна допомога — 25,9 %, роздрібна торгівля — 14,7 %, мистецтво, розваги та відпочинок — 11,9 %, виробництво — 9,6 %.